# Truth (詩音のアルバム)
『Truth』（トゥルース）は、詩音の2枚目のアルバム。2009年10月7日、インディーズ・レーベルから発売。

## 概要
- 『Candy Girl』以来となる2枚目のオリジナル・アルバム。前作に続きオリコントップ10入りを果たした。初回限定盤にはDVDが付き、ジャケットもミラー・コーティングの豪華仕様となっている。
- この作品を発表後、喉にできたポリープの治療に専念するため音楽活動を一時休止した。

## 収録曲
1. INTRO
2. LUV feat. 大地
3. Re:ナミダボシ feat. CLIFF EDGE
4. ThanX 2 U
5. GIRLICIOUS feat. DJ☆GO [Suga Pop Remix]
6. Love Affair feat. Kayzabro(DS455)
7. SUMMER TIME LUV feat. YOUNG DAIS
8. MEMORY feat. AK-69
9. U & Me
10. OUTRO
11. Last Song 〜secret of my heart〜 [HOUSE REMIX] (Bonus Track)